# Kolbotn Idrettslag
Kolbotn Idrettslag (znany też jako Kolbotn IL czy Kolbotn) – norweski klub sportowy założony w 1915, posiadający sekcje gimnastyczną, koszykówki, piłki nożnej, pływacką, wrestlingu, biegów na orientację i in.

## Piłka nożna kobiet
Kobieca drużyna piłki nożnej występuje w I lidze kobiecej Norwegii i jest 3-krotnym mistrzem kraju (2002, 2005, 2006). Na Mistrzostwach Świata w Piłce Nożnej Kobiet 2007 w reprezentacji Norwegii znalazło się 5 zawodniczek Kolbotn IL: bramkarka Christine Nilsen, obrończynie Camilla Huse i Trine Rønning, grająca w pomocy Solveig Gulbrandsen oraz napastniczka Isabell Herlovsen.